# Port lotniczy Kladno
Port lotniczy Kladno (cz.: Letiště Kladno, kod ICAO: LKKL) – port lotniczy położony w czeskim Kladnie.